# Иж Планета-4
ИЖ Планета-4 — дорожный мотоцикл среднего класса, предназначенный для езды по дорогам с разным покрытием с боковым прицепом и без него. Выпускался Ижевским машиностроительным заводом с 1983 по 1987 год.
Отличался от предыдущих моделей 12-вольтовым электрооборудованием с генератором переменного тока, контрольными приборами, расположенными отдельным блоком, передними и задними амортизаторами с регулировкой поджатия пружин и более современным дизайном бензобака. На ранних мотоциклах устанавливался передний грязевой щиток циркульного типа и чехол сиденья с алюминиевыми заклепками. Позднее, в 1985 году, сиденье обтягивали пружинными скобами изнутри, а хромированный передний грязевой щиток устанавливался уже на кронштейнах. 

Для безопасности водителя устанавливались боковые дуги, включатель стоп-сигнала от ножного и ручного тормозов, комбинированными переключателями освещения, сигнализации и аварийного выключения двигателя, а также улучшенные световые приборы. 
Небольшие партии мотоциклов П4К шли в комплекте с боковым прицепом ВПЗ 9.202, а с конца 1985 года - ВПЗ 9.203 "Спутник", Вятско-полянского завода "Молот", отличавшийся повышенным комфортом и удобством в использовании. 
Мотоцикл пользовался уверенным спросом и был очень популярен в деревнях и селах, благодаря простой и надежной конструкции двигателя, обладавшего приличной тягой с самых низких оборотов коленвала.

## Технические характеристики
- Габаритная длина 2 170 мм.
- Габаритная ширина 810 мм.
- Габаритная высота 1 175 мм.
- Клиренс 135 мм.
- Сухой вес мотоцикла 158 кг.
- Максимальная скорость 120 км/час.
- Ёмкость топливного бака 18 л.
- Запас хода по шоссе 180 км.
- Расход топлива по шоссе не более 4 литров на 100 км.
- Топливо: Бензин с автолом в пропорции 25:1.
- Преодолеваемый брод 300 мм.
- Двигатель
  - Ход поршня 85 мм.
  - Диаметр цилиндра 72 мм.
  - Число цилиндров 1.
  - Рабочий объем цилиндра 346 см³.
  - Степень сжатия 7,8 — 8,2.
  - Максимальная мощность 20 л.с. при 5 700 об/мин.
  - Охлаждение воздушное.
  - Система смазки совместная с топливом.
  - Тип карбюратора К-62И, К-65И.

- Сцепление многодисковое, в масляной ванне с механизмом автоматического выключения.
- Коробка передач четырёхступенчатая, двухходовая.
- Моторная передача безроликовая двухрядная цепь, передаточное число — 2,57
- Передача от коробки на заднее колесо роликовая цепь, передаточное число — 2,33.
- Рама — трубчатая, сварная.
- Передняя вилка пружинная телескопического типа с гидравлическими амортизаторами.
- Задняя подвеска маятниковая пружинная с гидравлическими амортизаторами.
- Тип тормозов барабанные.
- Тип колёс легкосъёмные, с тангентнорасположенными прямыми спицами.
- Размер шин 3,50–18".